# Mydiognathus eviohlhoffae

Mydiognathus eviohlhoffae (лат.) — ископаемый вид крылатых насекомых из семейства Archipsyllidae (Permopsocida). Меловой период (бирманский янтарь, возраст находки около 100 млн лет) Мьянма. Длина тела 2,12 мм. Длина переднего крыла 2,38 мм, заднего — 2,20 мм. Усики как минимум с 16 члениками. Глаза крупные, развиты три оцеллия. Лапки 4-члениковые. Вместе с видами Archipsyllodes speciosus Vishnyakova, 1976, Archipsyllopsis baissica Vishnyakova, 1976, Burmopsylla maculata Liang et al., 2016, Eopsylla sojanense и Psocorrhyncha burmitica Huang et al., 2016 образует семейство Archipsyllidae Handlirsch, 1906. Вид был впервые описан в 2016 году японским энтомологом Kazunori Yoshizawa (Hokkaido University, Саппоро, Япония) и его швейцарским коллегой Чарльзом Линхардом (Charles Lienhard, Natural History Museum of the City of Geneva, Женева, Швейцария). Видовое название дано в честь супругов Эви (Evi Ohlhoff) и Райнера Ольхофф (Rainer Ohlhoff), предоставивших типовую серию для исследования. Таксон Archipsyllidae вместе с семействами Permopsocidae и Psocidiidae выделяют в близкий к вшам, сеноедам и трипсам ископаемый отряд Permopsocida Tillyard 1926 с сосущими ротовыми органами.